# Ole Öhman
Ole Öhman, noto anche come Bone o Bone W Machine (Stoccolma, 13 ottobre 1973), è un batterista svedese.
È noto principalmente per aver fatto parte in passato di vari gruppi di metal estremo svedesi e per aver formato nel 2000 assieme a Emil Nödtveidt il gruppo industrial metal Deathstars.

## Carriera
Iniziò la carriera nel 1988 entrando a far parte della band thrash metal Siren's Yell assieme a Jon Nödtveidt, Peter Palmdahl e Mattias Johansson, futuri membri dei Dissection. Dopo aver pubblicato un solo demo senza titolo il complesso si sciolse, e Öhman e Nödtveidt si unirono ai Rabbit's Carrot, con cui pubblicarono i tre demo A Question in Pain, Fracture e Devouring Death tra il 1989 e il 1990 prima di abbandonare il gruppo. In quello stesso anno Öhman si unì ai Dissection, un nuovo gruppo che Nödtveidt aveva appena formato assieme a Palmdahl; egli rimase nella band fino al suo scioglimento nel 1997, pubblicando in totale quattro demo, i due EP Into Infinite Obscurity e Where Dead Angels Lie, la raccolta The Past Is Alive (The Early Mischief) e i due album in studio The Somberlain e Storm of the Light's Bane rispettivamente nel 1993 e nel 1995.
Nel 1997 ebbe una breve parentesi negli Swordmaster come batterista live, e l'anno seguente entrò a far parte del supergruppo black metal Ophthalamia, con cui pubblicò i due album di studio A Long Journey e Dominion nel 1998. Nel 2000 diede una svolta alla sua carriera musicale fondando i Deathstars, band industrial/gothic metal assieme ad Andreas Bergh, Eric Bäckman, Jonas Kangur ed Emil Nödtveidt e assumendo il ruolo di batterista. Con questo gruppo ha finora realizzato tre dischi, Synthetic Generation nel 2002, Termination Bliss nel 2006 e Night Electric Night nel 2009 che ha ottenuto un buon successo piazzandosi al numero 32 della classifica finlandese, al numero 10 di quella svedese, al numero 36 di quella tedesca, al numero 43 di quella austriaca, al numero 69 di quella svizzera e al numero 153 di quella inglese.

## Discografia

### Con i Siren's Yell

#### Demo
- 1988 - Demo

### Con i Rabbit's Carrot

#### Demo
- 1989 - A Question in Pain
- 1990 - Fracture
- 1990 - Devouring Death

### Con i Dissection

#### Album in studio
- 1993 - The Somberlain
- 1995 - Storm of the Light's Bane

#### Raccolte
- 1997 - The Past Is Alive (The Early Mischief)

#### EP
- 1991 - Into Infinite Obscurity
- 1996 - Where Dead Angels Lie

#### Split
- 1996 - Where Dead Angels Lie/Bastard Saints

#### Demo
- 1990 - The Grief Prophecy
- 1992 - The Somberlain
- 1993 - Promo '93
- 1995 - Storm of the Light's Bane Rough Mix

### Con gli Ophthalamia

#### Album in studio
- 1998 - A Long Journey
- 1998 - Dominion

### Con i Deathstars

#### Album in studio
- 2002 - Synthetic Generation
- 2006 - Termination Bliss
- 2009 - Night Electric Night

#### Raccolte
- 2010 - Decade of Debauchery

#### Singoli
- 2001 - Synthetic Generation
- 2002 - Syndrome
- 2005 - Cyanide
- 2006 - Blitzkrieg
- 2007 - Virtue to Vice
- 2009 - Death Dies Hard